# Lars Passgård
Lars Passgård, né le 14 février 1941 et mort le 16 mars 2003, est un acteur suédois qui est apparu dans 38 films (pour le cinéma et la télévision). Il joue en 1965 dans Jakten, qui remporte l'Ours d'argent pour le Grand Prix du Jury de la 16e édition de la Berlinale.

## Filmographie sélective
- 1961 : À travers le miroir
- 1963 : Le Péché suédois
- 1965 : Jakten
- 1966 : The Princess
- 1966 : Ormen
- 1968 : Trahison à Stockholm
- 1991 : Ålder okänd